# Météorite de Villalbeto de la Peña
La météorite de Villalbeto de la Peña est une météorite dont l'entrée dans l'atmosphère terrestre a été observée en janvier 2004, au-dessus du Portugal nord et des Asturies espagnoles. Sa trainée, de 150 km, a été observée jusqu'à 600 km de distance.